# Новоцаричанська сільська рада
Новоцарича́нська сільська́ ра́да — колишня адміністративно-територіальна одиниця та орган місцевого самоврядування в Білгород-Дністровському районі Одеської області. Адміністративний центр — село Нова Царичанка.

## Загальні відомості
Новоцаричанська сільська рада утворена в 1965 році.
- Територія ради: 36,6 км²
- Населення ради: 849 осіб (станом на 2001 рік)

## Населені пункти
Сільській раді підпорядковані населені пункти:
- с. Нова Царичанка

## Населення
За переписом населення 2001 року в сільській раді мешкали 842 особи.

### Мова
Розподіл населення за рідною мовою за даними перепису 2001 року:
| Мова       | Відсоток |
| ---------- | -------- |
| українська | 94,94 %  |
| російська  | 2,94 %   |
| молдовська | 2,12 %   |

## Склад ради
Рада складається з 14 депутатів та голови.
- Голова ради:

### Керівний склад попередніх скликань
| Прізвище, ім'я, по батькові | Основні відомості                                    | Дата обрання | Дата звільнення |
| --------------------------- | ---------------------------------------------------- | ------------ | --------------- |
| Нахаба Олег Олексійович     | Сільський голова, 1973 року народження, безпартійний | 26.03.2006   | 31.10.2010      |

Примітка: таблиця складена за даними сайту Верховної Ради України

### Депутати
За результатами місцевих виборів 2010 року депутатами ради стали:

#### За суб'єктами висування
| Суб'єкт висування           | Кількість обраних депутатів | %    |
| --------------------------- | --------------------------- | ---- |
| Партія регіонів             | 10                          | 71,4 |
| Комуністична партія України | 2                           | 14,3 |
| Самовисування               | 2                           | 14,3 |

#### За округами
| № округу                    | Прізвище, ім'я, по батькові    | Дата визнання обраним | Освіта             | Партійна приналежність | Відомості про обраного депутата                             |
| --------------------------- | ------------------------------ | --------------------- | ------------------ | ---------------------- | ----------------------------------------------------------- |
| Комуністична партія України |                                |                       |                    |                        |                                                             |
| 7                           | Тимофєєв Сергій Васильович     | 05.11.2010            | середня спеціальна | позапартійний          | тимчасово не працює                                         |
| 14                          | Бучка Віталій Анатолійович     | 05.11.2010            | середня спеціальна | позапартійний          | тимчасово не працює                                         |
| Партія регіонів             |                                |                       |                    |                        |                                                             |
| 1                           | Маргаринт Наталя Олександрівна | 05.11.2010            | середня спеціальна | позапартійна           | Новоцаричанська сільська рада, секретар                     |
| 2                           | Фокша Наталя Анатоліївна       | 05.11.2010            | середня            | член Партії регіонів   | Новоцаричанська сільська рада, спеціаліст                   |
| 3                           | Чумаченко Віталій Петрович     | 05.11.2010            | середня            | член Партії регіонів   | ДП «Н.Царичанка», механізатор                               |
| 5                           | Свищ Григорій Миколайович      | 05.11.2010            | середня            | позапартійний          | ДП «Н.Царичанка», директор                                  |
| 6                           | Котерняца Павло Леонідович     | 05.11.2010            | вища               | член Партії регіонів   | приватний підприємець, орендатор                            |
| 8                           | Нахаба Серафим Оникійович      | 05.11.2010            | середня спеціальна | член Партії регіонів   | фельдшерсько-акушерський пункт с. Нова Царичанка, завідувач |
| 9                           | Бучка Оксана Іванівна          | 05.11.2010            | середня спеціальна | позапартійна           | Новоцаричанська сільська рада, бухгалтер                    |
| 10                          | Гринько Тетяна Петрівна        | 05.11.2010            | середня спеціальна | член Партії регіонів   | Новоцаричанська сільська рада, касир                        |
| 12                          | Свищ Афанасій Мойсейович       | 05.11.2010            | вища               | позапартійний          | пенсіонер                                                   |
| 13                          | Биліш Олександр Федосійович    | 05.11.2010            | середня            | член Партії регіонів   | Новоцаричанська сільська рада, охоронець                    |
| Самовисування               |                                |                       |                    |                        |                                                             |
| 4                           | Свищ Валентина Савеліївна      | 05.11.2010            | вища               | позапартійна           | ПП «Курган Агро», бухгалтер                                 |
| 11                          | Лук'янчук Тетяна Гнатівна      | 05.11.2010            | середня            | позапартійна           | пенсіонер                                                   |